# Loos-en-Gohelle
Loos-en-Gohelle is een gemeente in het Franse departement Pas-de-Calais (regio Hauts-de-France). De plaats maakt deel uit van het arrondissement Lens. Loos-en-Gohelle telde op 1 januari 2022 6.850 inwoners.
De Compagnie des mines de Béthune exploiteerde kolenmijnen in de plaats tussen 1855 en 1946 waarna het genationaliseerde mijnbouwbedrijf nog tot 1966 actief bleef. De samenstelling van de bevolking veranderde omdat veel mijnwerkers van buiten werden aangetrokken, met name uit Polen. Een kolenmijn is nu bewaard gebleven (Écopole) en doet dienst als cultuurcentrum. Twee grote bergen met mijnafval getuigen nog steeds van de mijnbouwgeschiedenis.

## Geografie
De oppervlakte van Loos-en-Gohelle bedroeg op 1 januari 2022 12,7 vierkante kilometer; de bevolkingsdichtheid was toen 539,4 inwoners per km².

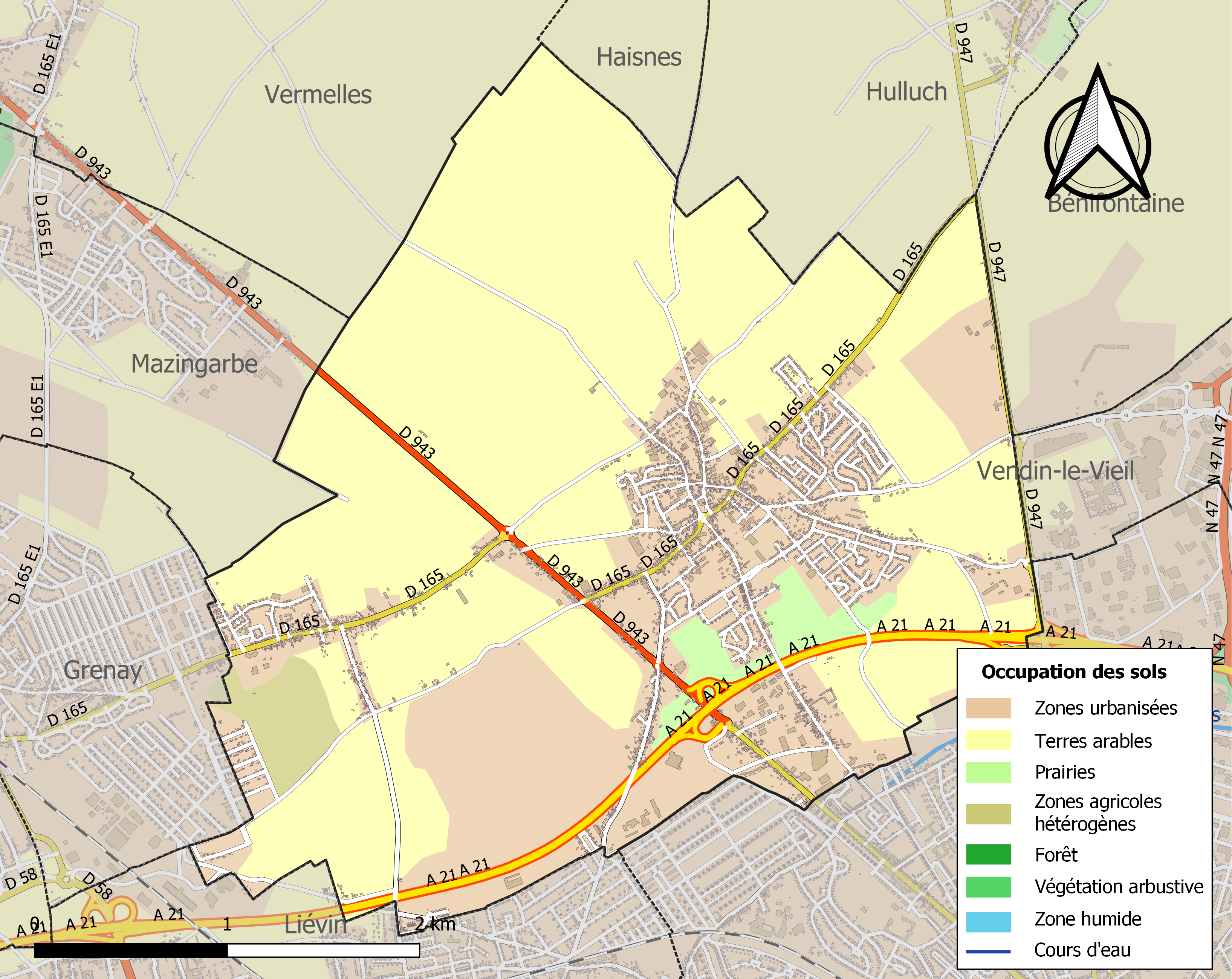
Kaart van de gemeente met belangrijkste infrastructuur, bodemgebruik en omliggende gemeenten

## Demografie
Onderstaande figuur toont het verloop van het inwonertal (bron: INSEE-tellingen).